# Ryan Kwanten
Ryan Christian Kwanten (Sydney, 28 novembre 1976) è un attore australiano.

## Biografia
Ryan è figlio di Eddie Kwanten, impiegato di origini olandesi dell'agenzia di tutela marittima del Nuovo Galles del Sud, e Kris, coordinatrice di un negozio di beneficenza. Ha due fratelli: Mitch, un musicista, e Lloyd, medico. Ha frequentato il St. Paul's College a Manly e successivamente ha conseguito una laurea in commercio all'Università di Sydney.
Ha cominciato la sua carriera da attore in serie televisive australiane come Wandin Valley, Hey Dad..! e, dal 1997, interpretò il ruolo di Josh nel telefilm Spellbinder e del guardaspiaggia Vinnie Patterson nella soap opera Home and Away. Ryan apparve nello show per molti anni, divenendo un sex symbol, per poi lasciare la soap nel 2002.
Trasferitosi negli Stati Uniti, Ryan interpretò il ruolo di Jay Robertson nella serie televisiva Summerland tra il 2004 e il 2005. Nel 2006 recitò in Flicka - Uno spirito libero con Maria Bello, Alison Lohman e Tim McGraw; nello stesso anno comparve nel ruolo del protagonista in Dead Silence, con Donnie Wahlberg. Nel 2008 appare in un episodio di Law & Order - Unità vittime speciali e nel 2009 nel film Don't Fade Away con Beau Bridges e Mischa Barton.
Dal 2008 al 2014 ha interpretato il ruolo di Jason Stackhouse nella fortunata serie televisiva della HBO True Blood: Jason, fratello della protagonista Sookie (interpretata da Anna Paquin), è il ruolo che lo rende noto a livello mondiale.
Nel 2010 prende parte al film Red Hill di Patrick Hughes e nel 2013 al film Knights of Badassdom con Peter Dinklage. Nell'ottobre 2010 viene annunciato che interpreterà il serial killer statunitense Charles Manson nel biopic a lui dedicato e diretto da Brad Anderson. Nel 2012 è apparso nel video Dual Action di Joe Penna.
Nel 2013 ha interpretato Eddie Brock/Venom, personaggio dei fumetti Marvel Comics, in un cortometraggio diretto da Joe Lynch e prodotto da Adi Shankar intitolato Truth in Journalism.
Nel 2014 interpreta il ruolo del monaco cristiano Conall nel film I vichinghi mentre nel 2015 ha prestato la voce al personaggio Blinky Bill nel film animato a lui dedicato.

## Filmografia

### Attore

#### Cinema
- Signal One, regia di Rob Stewart (1994)
- Liquid Bridge, regia di Phillip Avalon (2003)
- America Brown, regia di Paul Black (2004)
- Flicka - Uno spirito libero (Flicka), regia di Michael Mayer (2006)
- Dead Silence, regia di James Wan (2007)
- Don't Fade Away, regia di Luke Kasdan (2010)
- Red Hill, regia di Patrick Hughes (2010)
- Griff the Invisible, regia di Leon Ford (2010)
- L'errore perfetto (The Right Kind of Wrong), regia di Jeremiah S. Chechik (2013)
- Knights of Badassdom, regia di Joe Lynch (2013)
- Venom: Truth in Journalsim, regia di Joe Lynch (2013) - cortometraggio
- Volo 7500 (Flight 7500), regia di Takashi Shimizu (2014)
- Rio, eu te amo, registi vari (2014)
- I vichinghi (Northmen: A Viking Saga), regia di Claudio Fäh (2014)
- Reach Me - La strada del successo (Reach Me), regia di John Herzfeld (2014)
- Il caso Freddy Heineken (Kidnapping Mr. Heineken), regia di Daniel Alfredson (2015)
- I combattenti - Blunt Force Trauma (Blunt Force Trauma), regia di Ken Sanzel (2015)
- Mozart, un cane per due (Who Gets the Dog?), regia di Huck Botko (2016)
- Hurricane - Allerta uragano (The Hurricane Heist), regia di Rob Cohen (2018)
- Supercon, regia di  Zak Knutson (2018)
- Kill Chain, regia di Ken Sanzel (2019)

#### Televisione
- A Country Practice – serie TV, puntate 12x81-12x82 (1992)
- Home and Away – soap opera, 162 episodi (1992-2002)
- G.P. – serie TV, episodi 5x08-6x05 (1993-1994)
- Hey Dad..! – serie TV, episodi 14x02 (1994)
- Echo Point – soap opera, puntate sconosciute (1995)
- Water Rats – serie TV, episodio 1x04 (1996)
- Spellbinder – serie TV, 26 episodi (1997)
- The Junction Boys, regia di Mike Robe – film TV (2002)
- The Handler – serie TV, episodio 1x11 (2003)
- Summerland – serie TV, 26 episodi (2004-2005)
- Tru Calling – serie TV, episodio 1x08 (2004)
- Nurses, regia di P.J. Hogan – episodio pilota scartato (2007)
- True Blood - serie TV, 80 episodi (2008-2014)
- Law & Order - Unità vittime speciali (Law & Order: Special Victims Unit) – serie TV, episodio 10x09 (2008)
- A Drop of True Blood – serie web, episodio 1x06 (2010)
- New Girl – serie TV, episodio 1x13 (2012)
- Edge, regia di Shane Black (2015) - film TV
- The Oath - serie TV, 11 episodi (2018)
- Sacred Lies - serie TV, 10 episodi (2020)
- Loro (Them) – serie TV, 7 episodi (2021)

### Doppiatore
- Il regno di Ga'Hoole - La leggenda dei guardiani (Legend of the Guardians: The Owls of Ga'Hoole), regia di Zack Snyder (2010)
- Jake e i pirati dell'isola che non c'è (Jake and the Neverland Pirates) - serie TV, 4 episodi (2014-2015)
- Billy il koala (Blinky Bill), regia di Deane Taylor (2015)
- Apollo Gauntlet - serie TV, 5 episodi (2017)

## Doppiatori italiani
Nelle versioni in lingua italiana dei suoi lavori, Ryan Kwanten è stato doppiato da:
- Andrea Mete in True Blood, I vichinghi, New Girl, Il caso Freddy Heineken
- Simone Crisari in Summerland, Flicka - Uno spirito libero
- Davide Lepore in Home and Away
- Fabrizio Manfredi in Dead Silence
- Maurizio Merluzzo in L'errore perfetto
- Mattia Bressan in Hurricane - Allerta uragano
- Corrado Conforti in Spellbinder
- David Chevalier in Tru Calling

Da doppiatore è stato sostituito da:
- Flavio Aquilone in Il Regno di Ga'Hoole - La leggenda dei guardiani
- Renato Novara in Billy il koala

## Premi e riconoscimenti
- 2009: Satellite Award per il miglior cast di una serie televisiva (True Blood)
- 2010: AACTA Award - Rivelazione dell'anno